# Resolutie 427 Veiligheidsraad Verenigde Naties
Resolutie 427 van de Veiligheidsraad van de Verenigde Naties werd op 3 mei 1978 aangenomen. Twaalf leden van de Raad stemden voor, terwijl Tsjechoslowakije en de Sovjet-Unie zich onthielden. China nam niet deel aan de stemming. De resolutie verhoogde het aantal manschappen van de UNIFIL-vredesmacht in het zuiden van Libanon met de helft.

## Achtergrond
Veel Palestijnse vluchtelingen zaten in vluchtelingenkampen in Libanon. Vanhieruit viel de Palestijnse Bevrijdingsorganisatie (PLO) het in het zuiden aangrenzende Israël aan. Dat reageerde met tegenaanvallen in het zuiden van Libanon. De VN-Veiligheidsraad had Israël in resolutie 279 al gevraagd om de soevereiniteit van Libanon te respecteren.
Op 11 maart 1978 kaapten Palestijnse terroristen een lijnbus in Israël, waarbij uiteindelijk 38 burgers omkwamen. Een paar dagen later viel het Israëlisch leger het zuiden van Libanon binnen en bezette gedurende een week het gebied tot aan de rivier Litani. De bedoeling was om de PLO-strijders weg te duwen van de grens.
De Verenigde Naties eisten dat Israël zich terugtrok en zetten de tijdelijke VN-macht UNIFIL op in de streek. Die moest erop toezien dat Israël zijn troepen daadwerkelijk terugtrok en er de vrede handhaven totdat de Libanese overheid haar gezag opnieuw kon doen gelden. Anno 2021 was de vredesmacht nog steeds ter plaatse.

## Inhoud
De Veiligheidsraad:
- Heeft de brief van secretaris-generaal Kurt Waldheim overwogen.
- Herinnert aan de resoluties 425 en 426.

1. Keurt de versterking van de interim-VN-macht van 4000 tot ongeveer 6000 troepen goed.
2. Neemt akte van de Israëlische terugtrekking tot dusver.
3. Roept Israël op om zich onverwijld geheel uit Libanon terug te trekken.
4. Betreurt de aanvallen op de VN-macht en eist respect voor de VN-macht van de kant van alle partijen in Libanon.

## Verwante resoluties
- Resolutie 501 Veiligheidsraad Verenigde Naties (1982)

Lijst ·  423 ·  424 ·  425 ·  426 ·  427 ·  428 ·  429 ·  430 ·  431 ·  432 ·  433 ·  434 ·  435 ·  436 ·  437 ·  438 ·  439 ·  440 ·  441 ·  442 ·  443